# 1646
1646 (MDCXLVI) a fost un an comun al calendarului gregorian, care a început într-o zi de luni.

## Evenimente
- Reconfirmarea legării de glie a țăranilor moldoveni prin Pravila lui Vasile Lupu.

## Nașteri
- 15 aprilie: Christian al V-lea al Danemarcei și al Norvegiei (d. 1699)
- 1 iulie: Gottfried Wilhelm von Leibniz, filozof și matematician german (d. 1716)

#### Nedatate
- Mihály Ács (tatăl) (Aachs sau Aács), scriitor eclesiastic maghiar (d. 1708)

## Decese
- 13 mai: Maria Anna a Spaniei, 39 ani, prima soție a lui Ferdinand al III-lea, Împărat Roman (n. 1606)
- 11 septembrie: Odoardo Farnese, Duce de Parma, 34 ani (n. 1612)
- 22 decembrie: Petru Movilă, 50 ani, mitropolitul Kievului (n. 1596)